# Elizabethkingia
Elizabethkingia es un género de bacterias gramnegativas de la familia Weeksellaceae, en el orden Flavobacteriales.
Recibe su nombre en honor de la microbióloga Elizabeth O. King, quien describió por primera vez E. meningoseptica en 1959 en relación con unas meningitis infantiles. En un principio asignó la especie al género Flavobacterium.

## Taxonomía
Elizabethkingia fue descrita en 2005, cuando E. meningoseptica y la recién descubierta E. miricola fueron trasladadas desde el género Chryseobacterium basándose en los resultados de análisis genéticos. Previamente, E. meningoseptica también había sido asignada a Flavobacterium. Se ha descubierto que varias cepas identificadas como E. meningoseptica se corresponden realmente con otras especies descritas más recientemente. Por ello, se considera que E. anophelis es el principal patógeno humano, en contra de lo que se creía.
A fecha de 2023, hay siete especies en el género, de las cuales Elizabethkingia meningoseptica es la especie tipo:
- Elizabethkingia anophelis Kämpfer et al. 2011
- Elizabethkingia argenteiflava Hwang et al. 2021
- Elizabethkingia bruuniana Nicholson et al. 2019
- Elizabethkingia meningoseptica (King 1959) Kim et al. 2005
- Elizabethkingia miricola (Li et al. 2004) Kim et al. 2005
- Elizabethkingia occulta Nicholson et al. 2019
- Elizabethkingia ursingii Nicholson et al. 2019

## Enfermedad
Elizabethkingia es un patógeno emergente que provoca infecciones oportunistas en inmunodeprimidos, entre las que se cuentan neumonía, bacteriemia y meningitis, entre otras. Es también intrínsecamente a muchos antibióticos. Se ha hipotetizado que la minociclina podría ser el tratamiento de elección.